# Бостонска чајанка
Бостонска чајанка је био протест америчких колониста против Велике Британије, у коме су уништили велики број сандука чаја на бродовима у Бостонској луци. Народ је био незадовољан убирањем пореза на основне животне намирнице као што је чај. Инцидент, који се одиграо у четвртак, 16. децембра, 1773. је био једна од варница које су запалиле Америчку револуцију.

## Позадина
Закон о таксеним маркама из 1765. и Таунсендови закони из 1767. су разљутили колонисте, због тога што су наметали порезе колонијама упркос недостатку представљања у Вестминстерском парламенту. Један од протестаната је био Џон Хенкок. 1768, Хенкоков брод, Либерти (у преводу Слобода) су запленили представници царина, а он је оптужен за кријумчарење. Бранио га је Џон Адамс, а оптужбе су на крају одбачене. Међутим, Хенкок се касније суочио са више од стотину оптужница.
Хенкок је организовао бојкот чаја из Кине који је продавала Британска источноиндијска компанија, чија је продаја пала са 320.000 фунти (145.000 kg) на 520 фунти (240 kg). До 1773, компанија је била у великим дуговима и имала велике залихе чаја у складиштима без изгледа да га прода, јер су кријумчари попут Хенкока увозили чај без плаћања увозних царина. Британска влада је донела Закон о чају, који је дозволио Источноиндијској компанији да продаје чај директно колонијама, што јој је омогућило да га продаје по ценама нижим него што су нудили колонијални трговци и кријумчари.
Протести су организовани у Филаделфији и Њујорку, али су бостонски протести ушли у историју. Грађани Бостона су посумњали да је нови порез на чај само још један покушај Британског парламента да укине америчке слободе. Семјуел Адамс, са истомишљеницима, је позвао агенте и примаоце Источноиндијске компаније да напусте своје дужности; примаоци који су оклевали су били изложени терору путем напада на складишта па чак и домове.
Први од многих бродова који су носили чај Источноиндијске компаније је био ХМС Дартмаут, који је стигао крајем новембра 1773. Уследило је затишје између власти луке и Синова слободе. Семјуел Адамс је окупио масу, организујући низ протестних окупљања. Протестанти су долазили и из града и из околних области. На хиљаде људи је присуствовало овим митинзима, и сваки је био већи од претходног. Руља је узвикивала пароле не само против Британског парламента, Источноиндијске компаније, ХМС Дартмаута, већ и против гувернера Томаса Хачинсона, који се још увек трудио да омогући да се чај истовари. Речено је да се у ноћи 16. децембра окупило око 8.000 људи.
У Чајанци су учествовали и масони. Локални огранак се састајао у таверни Зелени змај, за коју се каже да је место где је Чајанка планирана. Међу члановима ложе су били Пол Ревир, Џон Хенкок и Џозеф Ворен. На ноћ када је одржана Чајанка, састанак масона није одржан, а забелешка је просто гласила: Бавили смо се чајем.

## Чајанка
У четвртак, 16. децембра, 1773, вече пре него што је планирано да се чај истовари, на знак који је дао Семјуел Адамс, Синови слободе прерушени у Мохок Индијанце, су напустили протестно окупљање, и запутили се на Грифиново пристаниште, где је био ХМС Дармаут, и новопристигли бродови са чајем, HMS Бивер и ХМС Елинур. Сандуци са чајем су изнесени на палубу, отворени, и чај је избачен преко палубе; акција која је трајала до касно у ноћ је изведена ефикасно, темељно и брзо. До зоре, 45 тона чаја вредног око 10.000 £ је избачено у воде бостонске луке. Ништа друго није оштећено или украдено, изузев једног катанца, који је случајно поломљен, и замењен од стране непознатог лица недуго затим. Море је наносило чај на обале око Бостона недељама које су уследиле.

## Реакције
Овај чин су критиковали и колонијални и британски званичници. На пример, Бенџамин Френклин је изјавио да штета мора бити надокнађена, и понудио је да је плати сопственим новцем. Британска влада је реаговала затварањем Бостонске луке, и доношењем нових закона који су били познати као Неподношљиви закони и Казнени закони. Међутим, много колониста је било инспирисано овим чином, тако да је дошло до акција као што је спаљивање брода ХМС Пеги Стјуарт. Бостонска чајанка је била један од повода који је довео до Америчке револуције.
Што се тиче пијења чаја, многи колонисти, у Бостону и другим крајевима, су решили да престану да пију чај у знак протеста, окрећући се другим биљним напицима, и кафи.